# Émile Brousse
Émile Brousse (Perpinyà, 25 de setembre de 1850 - Grenoble, 27 de febrer de 1914) va ser un advocat i polític francès, diputat a l'Assemblea Nacional Francesa.

## Biografia
Llicenciat en dret, exercí d'advocat a Perpinyà i en 1881 fou elegit diputat pels Pirineus Orientals a la Cambra de Diputats, càrrec que va exercir ininterrompudament fins a la seva dimissió el 1895 Va formar part del grup parlamentari de l'Esquerra Radical. D'altra banda, també fou conseller del Consell General dels Pirineus Orientals, primer pel cantó de Perpinyà-Oest de 1886 a 1892, i després pel cantó de Millars de 1892 a 1914.
El 1895 abandonà l'alta política i fou nomenat president del tribunal de Ceret, on hi tenia un despatx d'advocat. El 1901 fou nomenat conseller del tribunal d'apel·lació d'Ais de Provença, i el 1905 vicepresident del tribunal civil de Marsella. Posteriorment fou procurador de Marsella i el 1912 president de la cambra al tribunal d'apel·lació de Grenoble, on va morir dos anys més tard.